# Stilbum cyanurum
Stilbum cyanurum Forster, 1771 - вид ос з родини Chrysididae.

## Синоніми
- nobile Sulzer, 1776,
- ? variolatum Costa, 1867,
- var. amethystinum Fabr., 1775.

## Поширення
Транспалеарктичний вид  .

## Хазяї
Оси та бджоли з різноманітних таксономічних груп, що будують гнізда з землі («ліпники»): деякі види родів Megachile, Chalicodoma, Scelliphron, Katamenes, Eumenes .